# ۱۱۹ (قمری)
۱۱۹ (قمری)، صد و نوزدهمین سال در گاهشماری هجری قمری است. اول محرم این سال برابر با دوازدهم ژانویه سال ۷۳۷ میلادی است.